# 山川進
山川 進（やまかわ すすむ、男性、3月9日 - ）は日本のライトノベル作家、脚本家。北海道出身。

## 経歴・人物
2006年に『学園カゲキ!』で第1回小学館ライトノベル大賞のガガガ賞を受賞、2007年に同作でデビュー。
2009年に『大正野球娘。』のBlu-ray特典映像『大正野球娘。 今夜のわたしは浪漫ちっくストライク♥』にて脚本デビューし、以降はJ.C.STAFF制作のアニメの脚本も手掛ける。
声優の山川琴美は実妹。

## 作品

### 小説
- 学園カゲキ！（ガガガ文庫、イラスト：よし☆ヲ、全5巻）
- うちの魔女しりませんか？（ガガガ文庫、イラスト：CUTEG、全3巻）
- 温泉ドラゴン王国 〜ユの国よいとこ、一度はおいで〜（オーバーラップ文庫、イラスト：児玉酉、全3巻）
- バグゲーブレイカー！ 〜Lv99だけどまだ本気出してない〜（オーバーラップ文庫、イラスト：かわいまりあ、全2巻）
- ぜったい転職したいんです!!（GA文庫、イラスト：なつめえり、既刊2巻）

### アニメ
- 大正野球娘。 今夜のわたしは浪漫ちっくストライク♥（脚本）
- 探偵オペラ ミルキィホームズ 第2幕（脚本：第6話、第7話）
- Back Street Girls -ゴクドルズ-（シリーズ構成、脚本：全10話）
- ゾゾゾ ゾンビーくん（脚本協力、文芸：第12話、第15話）
- 極主夫道（シリーズ構成、脚本）
- 舞妓さんちのまかないさん（シリーズ構成、脚本）
- 村井の恋（シリーズ構成、脚本）

### ゲーム
- ロイヤルフラッシュヒーローズ（iOS／Android、2015年4月 - 2016年2月） - シナリオ